# Ward Crane
Ward Crane (Albany, New York, 18 mei 1890 – Saranac Lake, New York, 21 augustus 1928) was een Amerikaanse acteur tijdens het stommefilmtijdperk. Zijn bekendste rol is die van de slechterik, tegen wie Buster Keatons het opneemt in Sherlock Jr. uit 1924. Crane overleed vier jaar later op 38-jarige leeftijd aan longontsteking.

## Filmografie
- The Scoffer (1920)
- In the Heart of a Fool (1920)
- The Frisky Mrs. Johnson (1920)
- Something Different (1920)
- Heedless Moths (1921)
- French Heels (1922)
- No Trespassing (1922)
- Broadway Rose (1922)
- The Famous Mrs. Fair (1923)
- Within the Law (1923)
- Enemies of Children (1923)
- Gambling Wives (1924)
- Sherlock Jr. (1924)
- Bread (1924)
- Empty Hands (1924)
- How Baxter Butted In (1925)
- Classified (1925)
- The Phantom of the Opera (1925)
- The Blind Goddess (1926)
- The Flaming Frontier (1926)
- That Model from Paris (1926)
- Upstage (1926)
- The Lady in Ermine (1927)
- The American (1927) (niet uitgebracht)

- Gemeinsame Normdatei: 1096844915
- International Standard Name Identifier: 0000 0000 4177 5719
- Library of Congress Control Number: no2002070219
- Nationale Bibliotheek van Israël: 987007452029505171
- SNAC: w6bh621n
- Système universitaire de documentation: 119180332
- Virtual International Authority File: 61216411
- WorldCat: E39PBJgcYvKGmp4j36VCf8PJDq